# John Joseph Graham
John Joseph Graham (* 11. September 1913 in Philadelphia, Pennsylvania; † 4. August 2000 in Darby, Pennsylvania) war Weihbischof in Philadelphia.

## Leben
John Joseph Graham besuchte die St. Joseph’s Preparatory School in Philadelphia. Am St. Charles Borromeo Seminary in Overbrook begann er das Studium der Philosophie und Katholischen Theologie, welches er an der Päpstlichen Lateranuniversität in Rom fortsetzte und mit der Promotion zum Doktor der Theologie abschloss. Graham empfing am 26. Februar 1938 durch den Vizegerenten im Bistum Rom, Erzbischof Luigi Traglia, das Sakrament der Priesterweihe.
Anschließend wurde John Joseph Graham Kurat an der St. Luke the Evangelist Church in Glenside. Von 1940 bis 1946 war er als Kurat an der St. George Church in Glenolden tätig und lehrte an der Roman Catholic High School for Boys in Philadelphia. 1946 wurde Graham Vize-Superintendent für die katholischen Schulen im Erzbistum Philadelphia und ab 1959 Superintendent für Sonderpädagogik. Zudem war er von 1960 bis 1964 Pfarrer der Pfarrei Holy Angels in Philadelphia. Im September 1959 verlieh ihm Papst Johannes XXIII. den Ehrentitel eines Päpstlichen Hausprälaten.
Am 25. November 1963 ernannte ihn Papst Paul VI. zum Titularbischof von Sabrata und zum Weihbischof in Philadelphia. Der Erzbischof von Philadelphia, John Joseph Krol, spendete ihm am 7. Januar 1964 in der Kathedrale St. Peter und Paul in Philadelphia die Bischofsweihe; Mitkonsekratoren waren der Bischof von Harrisburg, George Leo Leech, und der Weihbischof in Philadelphia, Gerald Vincent McDevitt. Als Weihbischof war Graham zusätzlich von 1964 bis 1990 als Pfarrer der Pfarrei St. Helena in Olney tätig. Außerdem war er von 1964 bis 1999 Mitglied des Kollegiums der Konsultoren und von 1984 bis 1999 Mitglied des Priesterrates des Erzbistums Philadelphia.
Graham nahm an der dritten und vierten Sitzungsperiode des Zweiten Vatikanischen Konzils teil. Am 8. November 1988 nahm Papst Johannes Paul II. das von John Joseph Graham aus Altersgründen vorgebrachte Rücktrittsgesuch an.